# The Experiment (película de 1922)
Existen otros filmes con idéntico título original. (Véase: The Experiment).
The Experiment es una película británica de 1922, basada en la novela homónima de Ethel M. Dell. 

## Otros créditos
- Color: Blanco y negro
- Sonido: Muda